# افراد باهوش
افراد باهوش (به انگلیسی: Smart People) فیلمی محصول سال ۲۰۰۸ و به کارگردانی نوآم مورو است. در این فیلم بازیگرانی همچون دنیس کواید، سارا جسیکا پارکر، توماس هیدن چرچ، الیوت پیج، آشتون هولمز، کریستین لاتی و دیوید دنمن ایفای نقش کرده‌اند.